# Antoni Gorgot i Lázaro
Antoni Gorgot i Lázaro   (Darnius, 1 de juliol de 1959), més conegut com a Toni Gorgot, és un antic pilot de trial català que va destacar en aquest esport a finals de la dècada del 1970 i començaments de la del 1980. Entre el 1978 i el 1984 va participar amb èxit al campionat del món de trial i en va arribar a guanyar una prova, concretament, la d'Itàlia de 1981. El 1983 va esdevenir el primer català a guanyar els Sis Dies d'Escòcia de Trial. A banda, va guanyar sis campionats d'Espanya consecutius (1978 a 1983), essent l'únic pilot que ha guanyat títols estatals amb cadascuna de les tres marques catalanes: dos amb Bultaco, dos amb OSSA i dos amb Montesa.
Toni Gorgot va destacar pel seu estil de pilotatge innovador, semblant al de Bernie Schreiber. Tant l'un com l'altre eren experts en la conducció amb la roda del davant a l'aire, cosa que els permetia de fer amb més facilitat que els seus rivals els girs complicats de les zones, pivotant amb la roda del darrere.
El gener del 2025, la Federació Catalana de Motociclisme li concedí el premi Legends en reconeixement de la seva trajectòria motociclista.

## Trajectòria esportiva

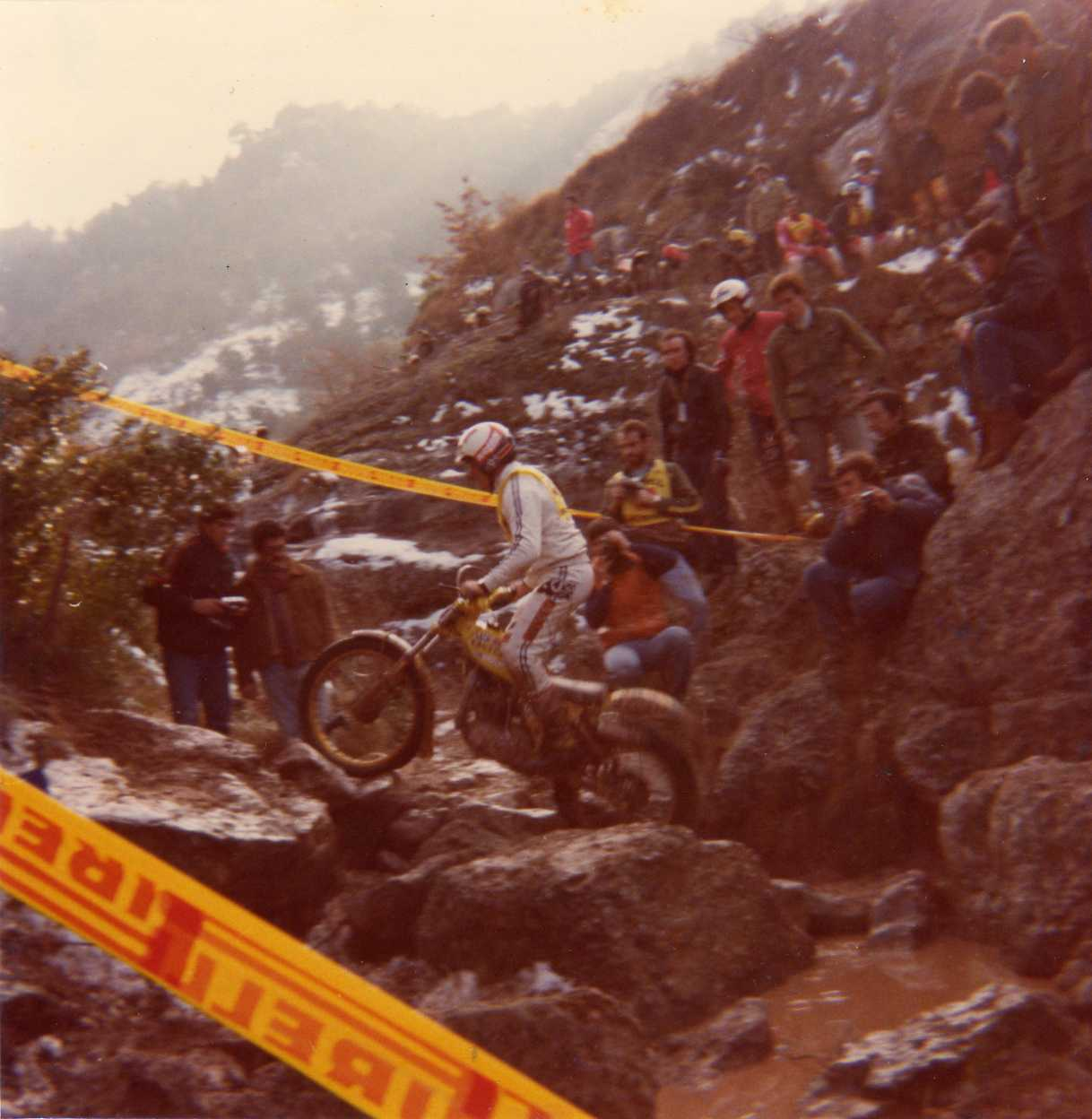
Amb l'OSSA al Trial de Sant Llorenç de

Fill d'un comerciant forestal, Gorgot s'aficionà al trial de ben jove gràcies als seus amics, fills d'estiuejants barcelonins, molts dels quals tenien motocicletes de trial en uns moments en què aquesta modalitat experimentava un boom a Catalunya. A encara no catorze anys, cap a 1973, els seus pares li van comprar la primera moto, una Montesa Cota 74 que aviat apujà a 123. Quan encara no havia fet els setze, cap a 1975, començà a competir fora de concurs amb una Cota 247 que li deixà Pere Auradell.
Cap a 1976, un amic seu de Figueres, Clavaguera, aconseguí que OSSA el fitxés per a participar com a pilot oficial de la marca en el Campionat d'Espanya Júnior de 1977. Amb l'OSSA MAR, Gorgot va obtenir molt bons resultats en aquest campionat i el va acabar guanyant. Al final de la temporada, arran de la crisi d'OSSA es va quedar sense equip, però en vista del seu ràpid progrés Bultaco el va fitxar per a la temporada següent. Aquell any, 1978, va passar directament a la categoria Súper i el primer any que hi competia ja va aconseguir el campionat d'Espanya, destronant el quatre vegades campió Manuel Soler. L'any següent tornaria a guanyar el títol amb Bultaco.
El 1980, OSSA, sumida en una forta crisi, va apostar fort pel trial i va fitxar Gorgot per ajudar en el desenvolupament del nou model TR 80 (conegut popularment com "la groga"), iniciat per Mick Andrews. Amb OSSA, Gorgot aconseguiria dos campionats espanyols (1980 i 1981) i una victòria en prova puntuable per al campionat del món, concretament a Cuorgnè (província de Torí, Itàlia) el 1981. Aquell any, a més, va guanyar-hi el prestigiós Trial Indoor Solo Moto.
El 1982 entrà a formar part de l'equip oficial de Montesa i el maig de 1983, amb el prototip de la futura Cota 330, aconseguí la primera victòria d'un pilot català als Sis Dies d'Escòcia de Trial.
Els anys 1984 i 1985 va pilotar la JJ Cobas creada per l'enginyer barceloní Antonio Cobas, que combinava un xassís original i innovador amb un motor de Bultaco Sherpa T i, més tard, de Montesa Cota 349. Arribats al 1986, va córrer algunes proves amb la Gas Gas poc abans de retirar-se de la competició oficial.

### Retirada
Un cop retirat, Gorgot ha seguit vinculat al trial, principalment com a home fort a Catalunya de l'empresa occitana fabricant de motocicletes Scorpa, havent participat activament en el desenvolupament de la seva motocicleta de trial.
Actualment, Toni Gorgot viu dedicat als negocis familiars i a les seves empreses particulars.

## Palmarès
| Any             | Motocicleta     | Campionat del Món | Campionat d'Espanya | Altres                    | Títols |
| --------------- | --------------- | ----------------- | ------------------- | ------------------------- | ------ |
| 1977            | OSSA            | -                 | 1r Júnior           |                           | 1      |
| 1978            | Bultaco         | 7è                | 1r                  |                           | 1      |
| 1979            | Bultaco         | 13è               | 1r                  |                           | 1      |
| 1980            | OSSA            | 7è                | 1r                  |                           | 1      |
| 1981            | OSSA            | 8è                | 1r                  | Guanyador del GP d'Itàlia | 1      |
| 1982            | Montesa         | 4t                | 1r                  |                           | 1      |
| 1983            | Montesa         | 5è                | 1r                  | Guanyador dels SSDT       | 1      |
| 1984            | JJ Cobas        | 17è               | 3r                  |                           | -      |
| 1985            | JJ Cobas        | -                 | 24è                 |                           | -      |
| 1986            | JJ Cobas?       | -                 | 22è                 |                           | -      |
| Total victòries | Total victòries |                   |                     | 2                         |        |
| Total títols    | Total títols    | 0                 | 7                   | 0                         | 7      |

Notes
1. ↑  Al total de títols s'hi compten tots els campionats estatals guanyats
2. ↑  Al total de victòries s'hi compten totes les aconseguides en Grans Premis i als SSDT